# Localització d'Anderson
En la física de la matèria condensada, la localització d'Anderson (també coneguda com a localització forta) és l'absència de difusió d'ones en un medi desordenat. Aquest fenomen rep el nom del físic nord-americà PW Anderson, que va ser el primer a suggerir que la localització d'electrons és possible en un potencial reticular, sempre que el grau d'aleatorietat (desordre) a la reticular sigui prou gran, com es pot realitzar per exemple en un semiconductor amb impureses o defectes.
La localització d'Anderson és un fenomen ondulatori general que s'aplica al transport d'ones electromagnètiques, ones acústiques, ones quàntiques, ones de spin, etc. Aquest fenomen s'ha de distingir de la localització feble, que és l'efecte precursor de la localització d'Anderson (vegeu més avall), i de la localització de Mott, anomenada així després de Sir Nevill Mott, però no a causa de la transició de Mott, però no metàl·lica, a la transició de Mott, però no metàl·lica. a una forta repulsió coulombiana mútua dels electrons.

## Introducció
En el model d'enllaç estret original d'Anderson, l'evolució de la funció d'ona ψ a la xarxa d- dimensional Zd ve donada per l'equació de Schrödinger
{\displaystyle i\hbar {\frac {d\psi }{dt}}=H\psi ~,}
on l'Hamiltonià H ve donat per
{\displaystyle H\psi _{j}=E_{j}\psi _{j}+\sum _{k\neq j}V_{jk}\psi _{k}~,}
on {\displaystyle j,k} són ubicacions de gelosia. L'autoenergia {\displaystyle E_{j}} es pren com a aleatori i distribuït de manera independent. El potencial d'interacció {\displaystyle V(r)=V(|j-k|)} s'ha de caure més ràpid que {\displaystyle 1/r^{3}} en el {\displaystyle r\to \infty } límit. Per exemple, un pot prendre {\displaystyle E_{j}} distribuïts uniformement dins d'una banda d'energies {\displaystyle [-W,+W],} i
{\displaystyle V(|r|)={\begin{cases}1,&|r|=|j-k|=1\\0,&{\text{altrament.}}\end{cases}}}
Començant per {\displaystyle \psi _{0}} localitzat a l'origen, un està interessat en la rapidesa amb la distribució de probabilitat {\displaystyle |\psi |^{2}} es difon. L'anàlisi d'Anderson mostra el següent:
- i {\displaystyle d} és 1 o 2 i {\displaystyle W} és arbitrari, o si {\displaystyle d\geq 3} i {\displaystyle W/\hbar } és prou gran, aleshores la distribució de probabilitat roman localitzada:

{\displaystyle \sum _{n\in \mathbb {Z} ^{d}}|\psi (t,n)|^{2}|n|\leq C}
uniformement a {\displaystyle t}. Aquest fenomen s'anomena localització d'Anderson.
- Si {\displaystyle d\geq 3} i {\displaystyle W/\hbar } és petit,

{\displaystyle \sum _{n\in \mathbb {Z} ^{d}}|\psi (t,n)|^{2}|n|\approx D{\sqrt {t}}~,}
on D és la constant de difusió.

## Anàlisi

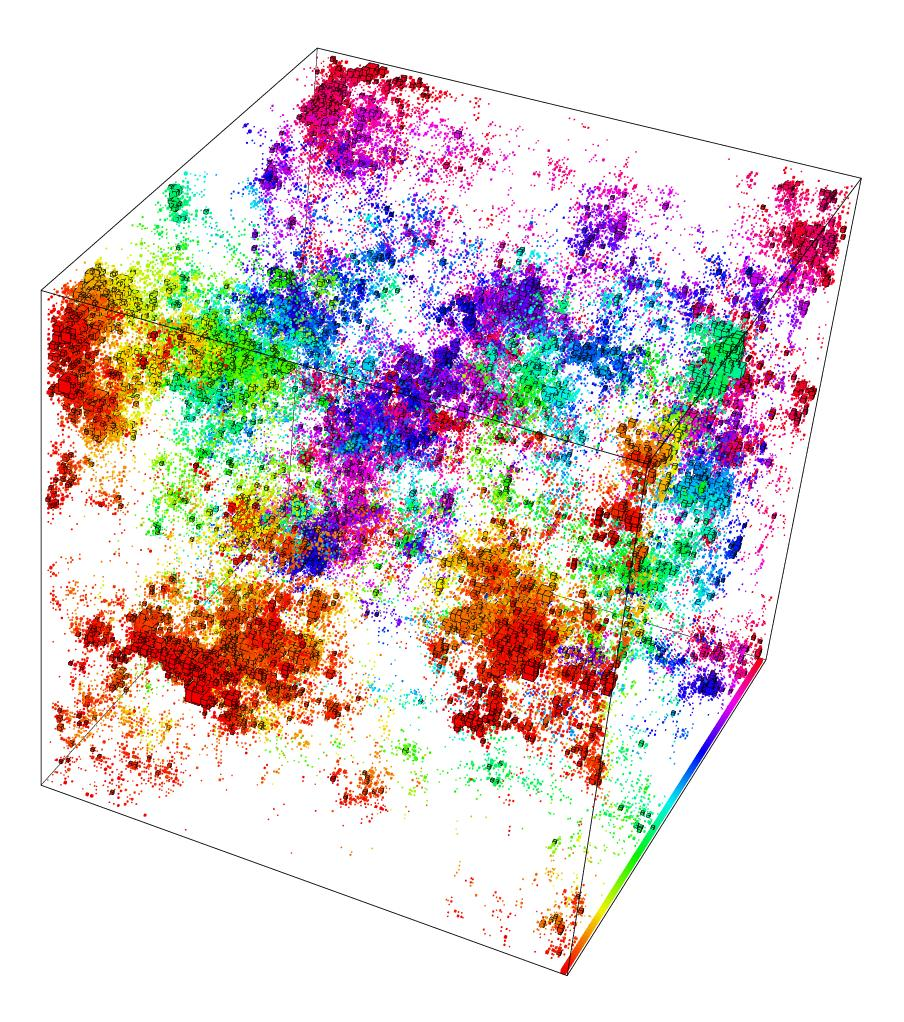
Exemple d'estat propi electrònic multifractal a la transició de localització d'Anderson en un sistema amb 1367631 àtoms.

El fenomen de la localització d'Anderson, especialment el de la localització feble, troba el seu origen en la interferència d'ones entre camins de dispersió múltiple. En el fort límit de dispersió, les interferències greus poden aturar completament les ones dins del medi desordenat.
Per als electrons que no interactuen, el 1979 Abrahams et al va proposar un enfocament molt reeixit. Aquesta hipòtesi d'escala de la localització suggereix que existeix una transició d'aïllament de metall (MIT) induïda per desordres per als electrons que no interaccionen en tres dimensions (3D) a un camp magnètic zero i en absència d'acoblament òrbita espín. Posteriorment, molts treballs posteriors han recolzat aquests arguments d'escala tant analíticament com numèricament (Brandes et al., 2003; vegeu Lectures addicionals). En 1D i 2D, la mateixa hipòtesi mostra que no hi ha estats estès i, per tant, no hi ha MIT o només un MIT aparent. Tanmateix, com que 2 és la dimensió crítica més baixa del problema de localització, el cas 2D és en cert sentit proper al 3D: els estats només estan localitzats marginalment per a un desordre feble i un petit acoblament d'òrbita espín pot conduir a l'existència d'estats estès i, per tant, un MIT. En conseqüència, les longituds de localització d'un sistema 2D amb desordre potencial poden ser bastant grans, de manera que en els enfocaments numèrics sempre es pot trobar una transició de localització-deslocalització quan es redueix la mida del sistema per a un trastorn fix o augmenta el desordre per a la mida del sistema fixa.
La majoria dels enfocaments numèrics del problema de localització utilitzen l'Hamiltonià d'Anderson d'unió estreta estàndard amb un trastorn de potencial in situ. A continuació, s'investiguen les característiques dels estats propis electrònics mitjançant estudis de nombres de participació obtinguts per diagonalització exacta, propietats multifractals, estadístiques de nivell i molts altres. Especialment fructífer és el mètode de matriu de transferència (TMM) que permet un càlcul directe de les longituds de localització i valida encara més la hipòtesi d'escala mitjançant una prova numèrica de l'existència d'una funció d'escala d'un paràmetre. S'ha implementat la solució numèrica directa de les equacions de Maxwell per demostrar la localització de la llum d'Anderson (Conti i Fratalocchi, 2008).
Un treball recent ha demostrat que un sistema localitzat d'Anderson que no interacciona pot esdevenir localitzat en molts cossos fins i tot en presència d'interaccions febles. Aquest resultat s'ha provat rigorosament en 1D, mentre que els arguments pertorbatius existeixen fins i tot per a dues i tres dimensions.

## Evidència experimental
La localització d'Anderson es pot observar en un potencial periòdic pertorbat on la localització transversal de la llum és causada per fluctuacions aleatòries en una xarxa fotònica. Es van informar de realitzacions experimentals de localització transversal per a una gelosia 2D (Schwartz et al., 2007) i una gelosia 1D (Lahini et al., 2006). La localització transversal de la llum d'Anderson també s'ha demostrat en un medi de fibra òptica (Karbasi et al., 2012) i un medi biològic (Choi et al., 2018), i també s'ha utilitzat per transportar imatges a través de la fibra (Karbasi et al., 2014). També s'ha observat mitjançant la localització d'un condensat de Bose-Einstein en un potencial òptic 1D desordenat (Billy et al., 2008; Roati et al., 2008).

## Comparació amb la difusió
La difusió estàndard no té cap propietat de localització, ja que està en desacord amb les prediccions quàntiques. Tanmateix, resulta que es basa en l'aproximació del principi d'entropia màxima, que diu que la distribució de probabilitat que millor representa l'estat actual del coneixement és la que té més entropia. Aquesta aproximació es repara en la caminada aleatòria d'entropia màxima, també reparant el desacord: resulta que condueix exactament a la distribució de probabilitat estacionària de l'estat fonamental quàntic amb les seves fortes propietats de localització.